# Scorpis
Scorpis is een geslacht van straalvinnige vissen uit de familie van loodsbaarzen (Kyphosidae).

## Soorten
- Scorpis aequipinnis Richardson, 1848
- Scorpis chilensis Guichenot, 1848
- Scorpis georgiana Valenciennes, 1832
- Scorpis lineolata Kner, 1865
- Scorpis violacea (Hutton, 1873)